# Ogljikova kislina
Ogljikova kislina je zelo šibka kislina s kemijsko formulo H2CO3. Nastane pri raztapljanju ogljikovega dioksida v vodi. Njene soli se imenujejo karbonati.
V naravi praktično ne obstaja, ker v vodi takoj razpade nazaj na ogljikov dioksid in vodo.